# Choe Ung-chon
Choe Ung-chon (* 6. August 1982) ist ein nordkoreanischer Fußballspieler.

## Karriere
Über Choes Vereinszugehörigkeit in Nordkorea ist nichts bekannt, 2006 spielte er in der kambodschanischen Hauptstadt Phnom Penh für Khemara. Er erreichte mit dem Team das Halbfinale des AFC President’s Cup 2006, zu dem er mit einem Hattrick gegen den taiwanesischen Klub Tatung FC beitrug.
In der nordkoreanischen Nationalelf kam der Stürmer zwischen 2001 und 2005 zu mindestens zwölf Länderspieleinsätzen. 2002 gewann er mit dem Nationalteam den King’s Cup in Thailand, im folgenden Jahr gelangte man nochmals ins Finale. Weitere Einsätze folgten in den Qualifikationen für die Asienmeisterschaft 2004 und die Weltmeisterschaft 2006. 2005 gehörte er in der Finalrunde der Ostasienmeisterschaft zum Aufgebot und kam als Einwechselspieler zu zwei Einsätzen.